# Harpephyllum caffrum
Harpephyllum caffrum ist die einzige Art der Pflanzengattung Harpephyllum innerhalb der Familie der Sumachgewächse (Anacardiaceae). Sie ist in Südostafrika, Mosambik, Simbabwe und Südafrika verbreitet.

## Beschreibung

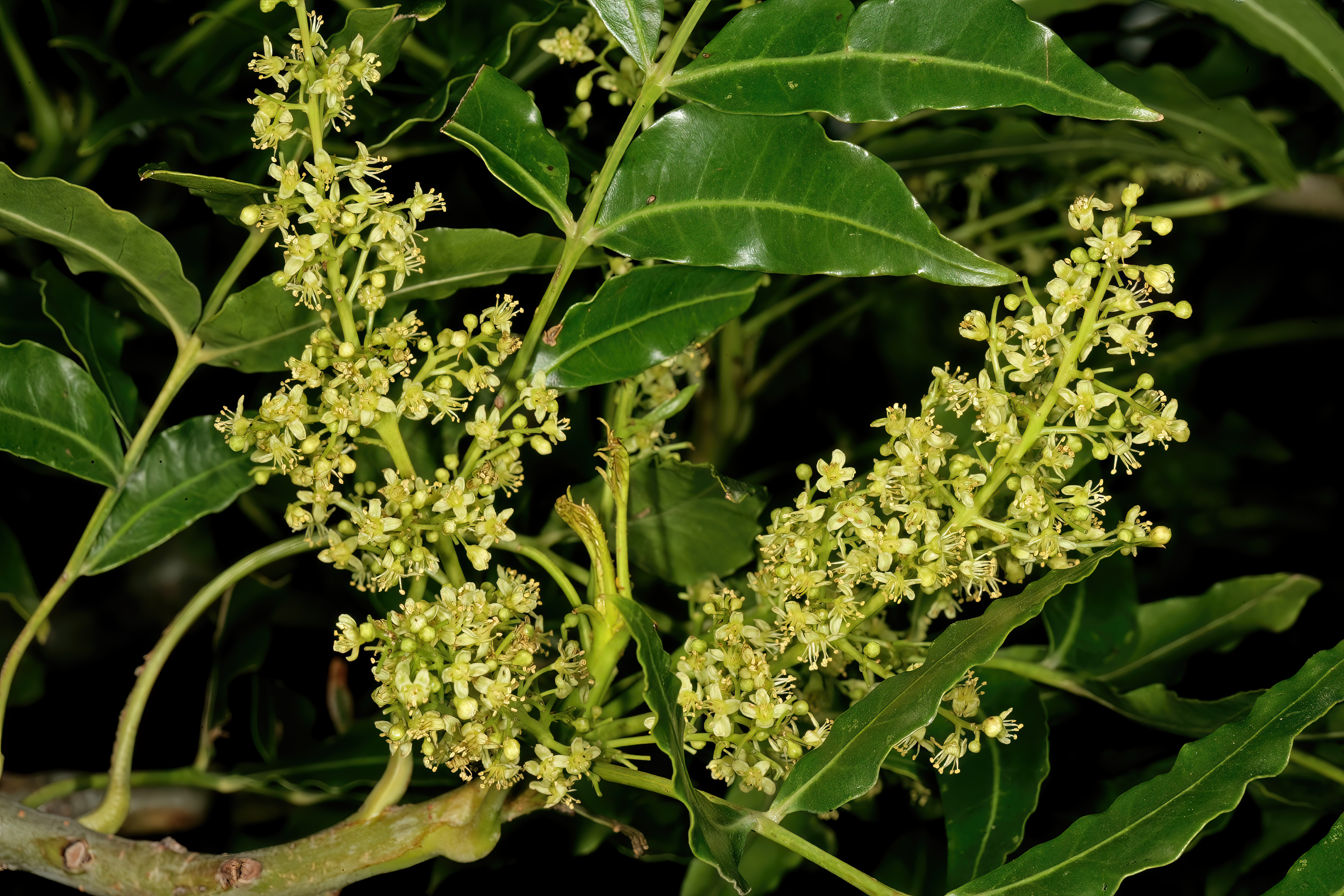
Blütenstand

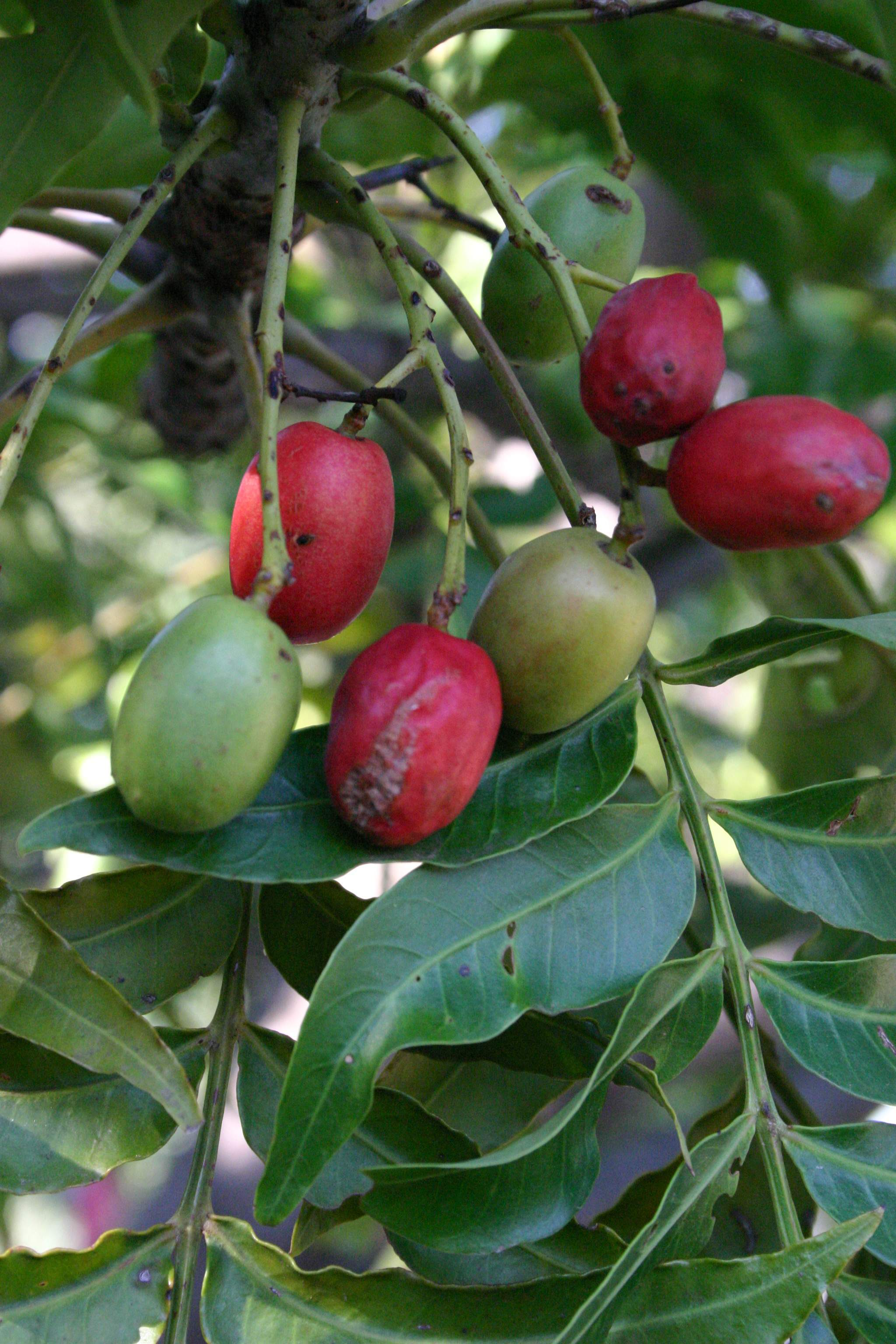
Früchte

### Vegetative Merkmale
Harpephyllum caffrum wächst als immergrüner, öfters mehrstämmiger Baum und erreicht Wuchshöhen von bis etwa 15 Meter bei Stammdurchmessern von 60 bis 75 Zentimeter. Die braun-gräuliche Borke ist im Alter dick und rissig.
Die wechselständigen an den Zweigenden befindlichen Laubblätter sind in Blattstiel und -spreite gegliedert und insgesamt bis etwa 30 Zentimeter lang. Der Blattstiel ist bis 5 bis 10 Zentimeter lang. Die unpaarig gefiederte Blattspreite besitzt bis zu 17 Blättchen. Die Rhachis ist kurz geflügelt. Die ganzrandigen, ledrigen und kahlen, fast sitzenden Blättchen sind bei einer Länge von bis zu 10 Zentimetern sowie einer Breite von bis zu 2,5 Zentimetern eiförmig bis elliptisch, lanzettlich, seltener verkehrt-eiförmig mit spitzem bis zugespitztem oberen Ende. Die Blättchenspreite ist oft ungleich und leicht sichelförmig. Die Blättchen sind vor dem Laubabwurf, -wechsel rötlich. Nebenblätter fehlen.

### Generative Merkmale
Harpephyllum caffrum ist zweihäusig getrenntgeschlechtig (diözisch). In den endständigen, langen und kahlen, rispigen Blütenständen sind viele kurz gestielte Blüten enthalten. Die grün-gelblichen oder -weißlichen und funktionell eingeschlechtigen, sehr kleinen Blüten sind vier- oder fünfzählig mit doppelter Blütenhülle. Die minimalen Kelchblätter sind etwa 1 Millimeter lang. Die ausladenden bis zurückgelegten, eiförmigen Kronblätter sind bis 3 Millimeter lang. Die männlichen Blüten besitzen bis zu acht bis zehr kurze, freie Staubblätter und einen reduzierten Pistillode, die weiblichen sehr kurze Staminodien und einen oberständigen Fruchtknoten mit kurzen, freien Griffeln mit kleinen, kopfigen Narben. Es ist jeweils ein gekerbter, kahler und leicht becherförmiger Diskus vorhanden.
Die relativ kleinen, rötlichen Steinfrüchte sind bei einer Länge von 2,5 bis 3 Zentimeter eiförmig bis ellipsoid, glatt und enthalten mehrere Samen. Der holzige, bräunliche, eiförmig bis ellipsoide und mehrkammerige, große Steinkern besitzt kleine Keimdeckel (Operculum).

## Taxonomie
Die Erstbeschreibung von Harpephyllum caffrum erfolgte 1844 durch Johann Jakob Bernhardi in Flora oder botanische Zeitung, Band 27, Teil 1, Seite 349. Diese Art wird oft unter dem Namen Harpephyllum afrum Bernh. geführt.
Die Gattung Harpephyllum wurde 1844 durch Johann Jakob Bernhardi in Christian Ferdinand Friedrich von Krauss: Flora, Band 27, 1, Seite 349 aufgestellt.

## Verwendung
Die sauren Früchte sind essbar und werden roh oder gekocht verwendet.
Die Rinde und Wurzeln werden medizinisch verwendet.
Das wenig beständige, leicht rötliche und recht harte Holz wird für verschiedene Anwendungen genutzt.